# Óscar Zepeda
Óscar Antonio Zepeda Ramírez (San Pedro Sula, Cortes, Honduras; 3 de diciembre de 1984) es un futbolista de nacionalidad hondureña. Juega en la posición de mediocampista, su primer equipo fue el Club Deportivo Marathón. Actualmente juega en el Club Deportivo Águila de la Liga Mayor de Fútbol de El Salvador.

## Trayectoria

### Club Deportivo Marathon
Óscar Zepeda, más conocido como el "Chunche" Zepeda, se inició en las reservas del Club Deportivo Marathon, club con el que debutó profesionalmente en el año 2004, con el Marathon, el chunche consiguió varios títulos, pero no tenía mucha participación con este club, así que tuvo que salir, y fue ahí cuando se pasó al Deportes Savio de la ciudad de Santa Rosa de Copán.

### Deportes Savio
Después de haber salido del Club Deportivo Marathon, Zepeda se traslada al Deportes Savio, un club no tradicional y con menos nivel que el Marathon, con este club, Zepeda y su equipo lucharon por no descender en varias ocasiones, salió de este club en el año 2010, cuando se fue a un club histórico en el país, el Club Deportivo Vida, con este club no tuvo participación y se vio obligado a regresar al Deportes Savio, aunque en su regreso perdió oportunidad y se convirtió en agente libre. Fue ahí cuando se trasladó al Juventud Escuintleca de Guatemala, sustituyendo a otro hondureño, Luis Alfredo López, salió de este club en el 2013 y regreso una vez más al Deportes Savio. Luego en ese mismo año dejó el equipo para incorporarse al Club Deportivo Águila de El Salvador, club con el que juega actualmente.

## Clubes
| Club                    | País        | Año       |
| ----------------------- | ----------- | --------- |
| Club Deportivo Marathón | Honduras    | 2004-2007 |
| Deportes Savio          | Honduras    | 2008-2010 |
| Club Deportivo Vida     | Honduras    | 2010      |
| Deportes Savio          | Honduras    | 2010-2012 |
| Juventud Escuintleca    | Guatemala   | 2012-2013 |
| Deportes Savio          | Honduras    | 2013      |
| Club Deportivo Águila   | El Salvador | 2013-     |